# Güte Gottes
Die Grube Güte Gottes (früher Eselsberg) war ein Erzbergwerk bei Bruchertseifen im Landkreis Altenkirchen in Rheinland-Pfalz.

## Geschichte
Die Grube war bereits im 17. Jahrhundert in Betrieb. Abgebaut wurde derber Bleiglanz, Kupferkies, Zinkblende und Siderit. Der Obere Stollen brachte 45 m, der Tiefe Stollen 70 m Teufe ein. Neu verliehen wurde die Grube am 26. September 1836 und am 11. Februar 1837. 1874 kam die Grube zur Nistertaler Erzbergwerke Gesellschaft. In den Jahren 1881 bis 1885 hatte die Grube ihre höchsten Förderraten. 1881 wurden 260 t Bleierz, 5 t Zinkerz und 153 t Spateisenstein gefördert, 1884 waren es 20 t Bleierz und 50 t Zinkerz. 1885 waren alle 20 m bis auf 100 m Teufe Tiefbausohlen angelegt (also insgesamt 5 Sohlen). Über die 5. Tiefbausohle berichtet Wolf, dass durch starke Wasserzutritte eine weitere Wasserhaltung mittels Handpumpe auf Dauer zu kostspielig sei. 1901 ging die Grube konkurs, 1910 wurde sie endgültig stillgelegt.
2010 wurde zur Abschätzung von geothermischen Nutzungsmöglichkeiten der Ausfluss der Grubenwässer aus dem Tiefen Stollen untersucht.

### Gangmittel
Das Vorkommen bestand aus zwei N-S streichenden Erzgängen, die in Richtung Westen einfielen. Der Liegende Gang besaß eine Mächtigkeit von 1 bis 3 m.
Der Gehalt an Silber betrug 80–100 g je 100 kg Erz; der Bleigehalt zwischen 50-50 %.